# Rainer-Maria-Rilke-Straße (Weimar)

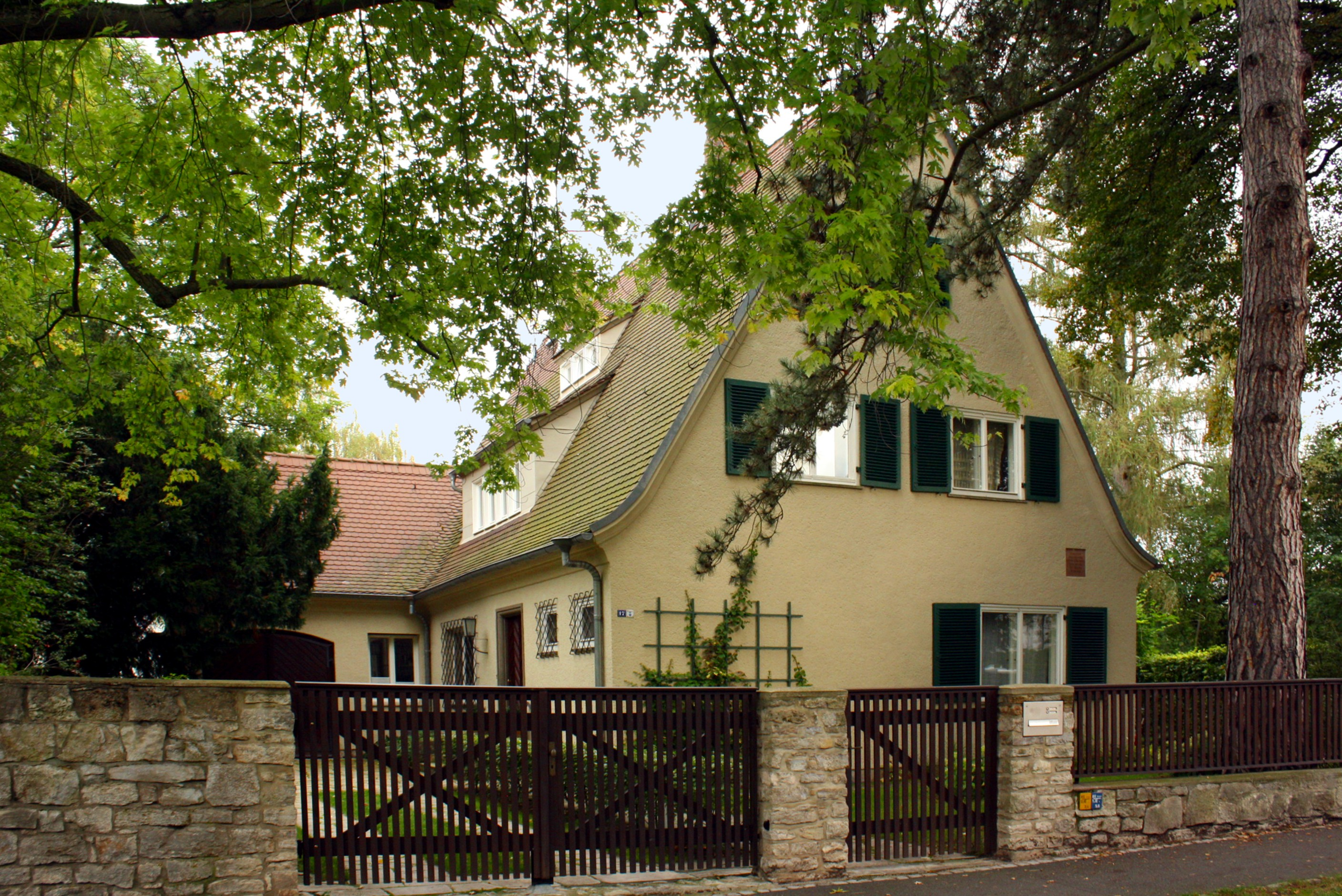
Louis-Fürnberg-Archiv in der Rainer-Maria-Rilke-Straße 17

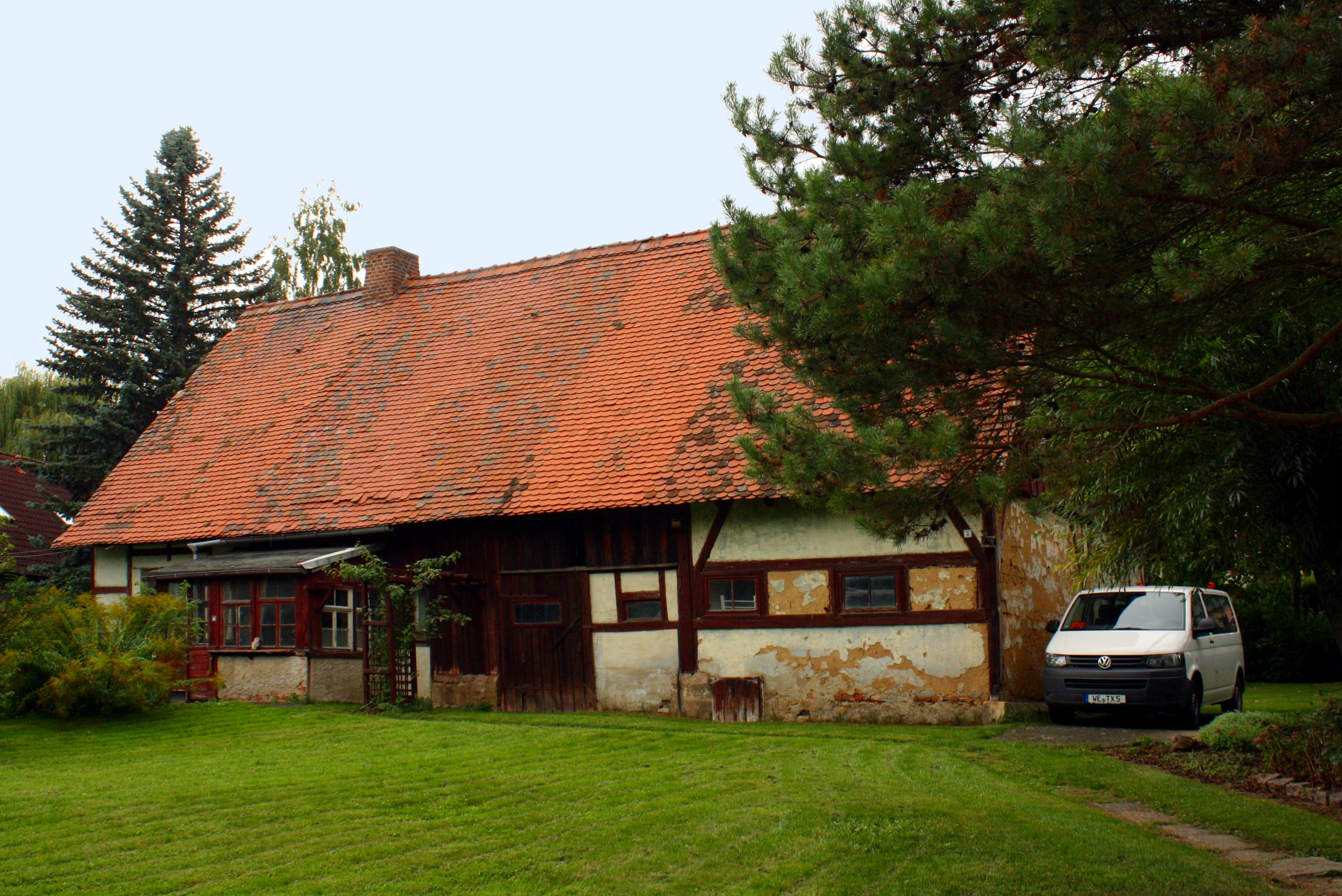
Neubauernhaus in der Rainer-Maria-Rilke-Straße 46

Die Rainer-Maria-Rilke-Straße in der Weimarer Südstadt ist eine Anliegerstraße. Sie wurde am 8. Oktober 1946 nach dem Lyriker Rainer Maria Rilke benannt. Davor hieß sie von 1890 bis 1933 Buchfarter Straße, von 1933 bis 1945 Wilhelm Frick-Straße, und 1945 Rudolf-Breitscheid-Straße.
Die Straße beginnt an der Kreuzung der Berkaer Straße und endet unter diesem Namen bei der Merketalstraße bzw. der Henry-van-de-Velde-Straße. Sie kreuzt an ihrem Beginn die Rudolf-Breitscheid-Straße. Sie geht als Bergweg weiter, wo dieser wiederum das Gehädrich tangiert. An ihr wiederum endet die Max-Liebermann-Straße. Das Louis-Fürnberg-Archiv in Weimar befindet sich in der heutigen Rainer-Maria-Rilke-Straße 17. Bemerkenswert  ist auch die Rainer-Maria-Rilke-Straße 7 . Dort befand sich das Rilke-Archiv. Es befindet sich heute im Badischen Gernsbach. Die Familie  von Louis Fürnberg lebte hier. In der Rainer-Maria-Rilke-Straße steht ein Gebäude, welches so nicht typisch ist für diese Straße, auch nicht für die Stadt. Das ist das Neubauernhaus aus dem Jahre 1946/47. Dieses ist auch denkmalgeschützt.
Sie steht nicht auf der Liste der Kulturdenkmale in Weimar (Sachgesamtheiten und Ensembles). Eine Reihe von Gebäuden, insbesondere Villen, stehen allerdings auf der Liste der Kulturdenkmale in Weimar (Einzeldenkmale).
Hinweis: Es gibt in Deutschland mehrere Straßen, die nach Rilke benannt wurden.